# Ile Sylvestre
Ile Sylvestre ist ein winziges Eiland der Republik der Seychellen im Atoll Aldabra. Sie liegt zusammen mit anderen Riffinseln im Innern der Lagune, nördlich von Grand Terre.

## Geographie
Die Insel liegt im Westen des Atolls zusammen mit der größeren Schwesterinsel Euphrates Islet. Die Inseln entstanden im Einströmungsbereich der kleinen Passagen im Westen des Atolls.